# Peter Muhlenberg
Pour les articles homonymes, voir Muhlenberg.
John Peter Gabriel Muhlenberg, né le 1er octobre 1746 à Trappe et mort le 1er octobre 1807 à Grays Ferry (en), est un ecclésiastique, militaire et homme politique américain.
Il est soldat dans l'Armée continentale lors de la guerre d'indépendance des États-Unis. Représentant pour la Pennsylvanie à la Chambre des représentants des États-Unis (1799-1801, 1793-1795 et 1789-1791), il est ensuite membre du Sénat des États-Unis (1801).